# Triumph TR3
Pour les articles homonymes, voir Triumph et TR3.
La Triumph TR3 est une voiture de sport roadster du constructeur automobile britannique Triumph, présentée au salon de l'automobile de Londres 1955, et produite en 3 versions à 74 800 exemplaires jusqu'en 1962.

## Historique
Ce roadster anglais Triumph TR (Triumph Roadster) est conçu par le chef-designer Triumph Henry Webster, inspiré des Jaguar XK120 concurentes, et produit à partir d'octobre 1955 par la Standard Motor Company de Coventry au Royaume-Uni, au tarif de voiture de sport bon marché initial de 950 £. Seules 1 286 voitures sont initialement destinées au marché britannique, le reste étant majoritairement destiné à l'exportation vers le marché américain. 

Triumph TR3
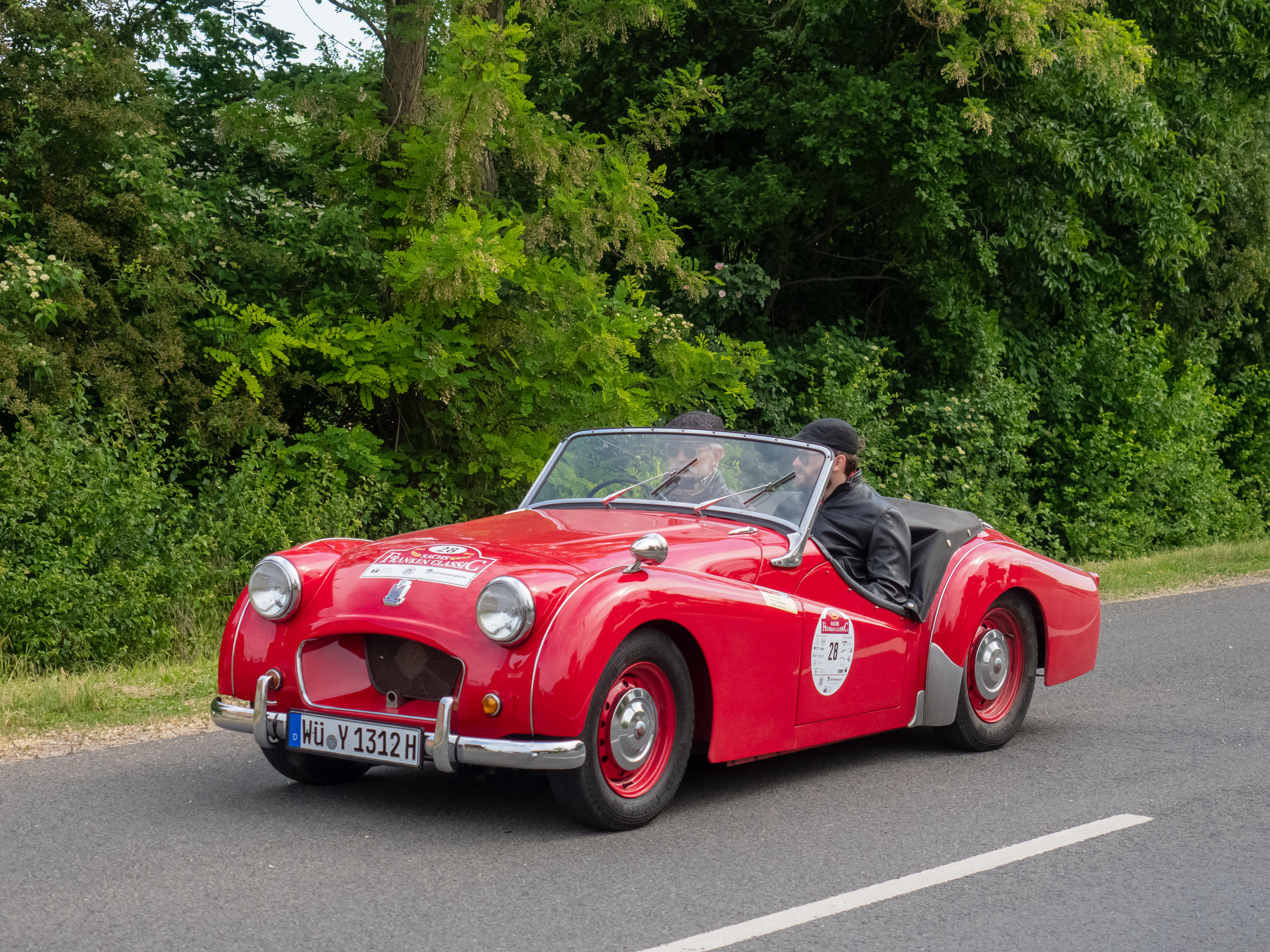
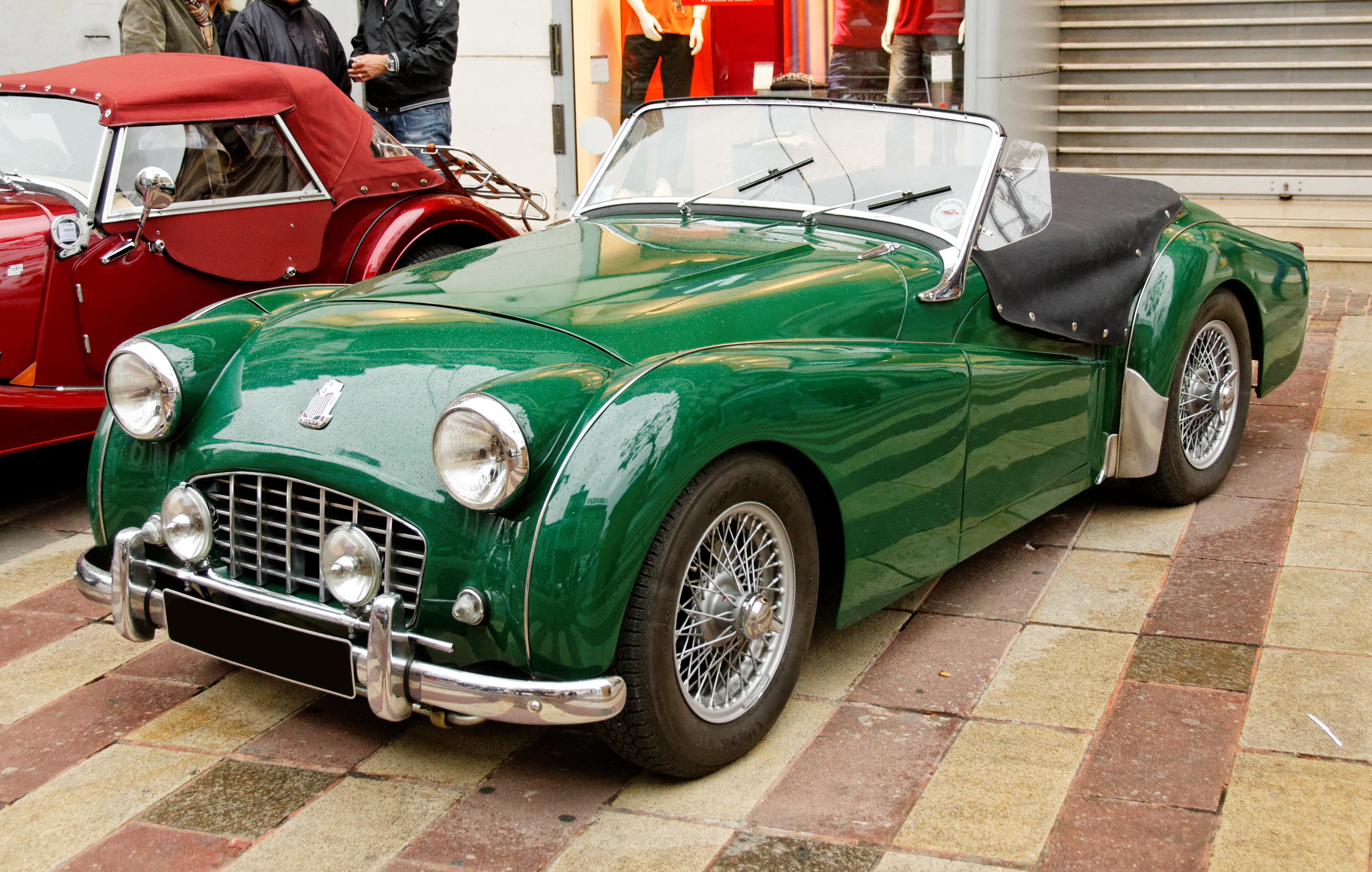
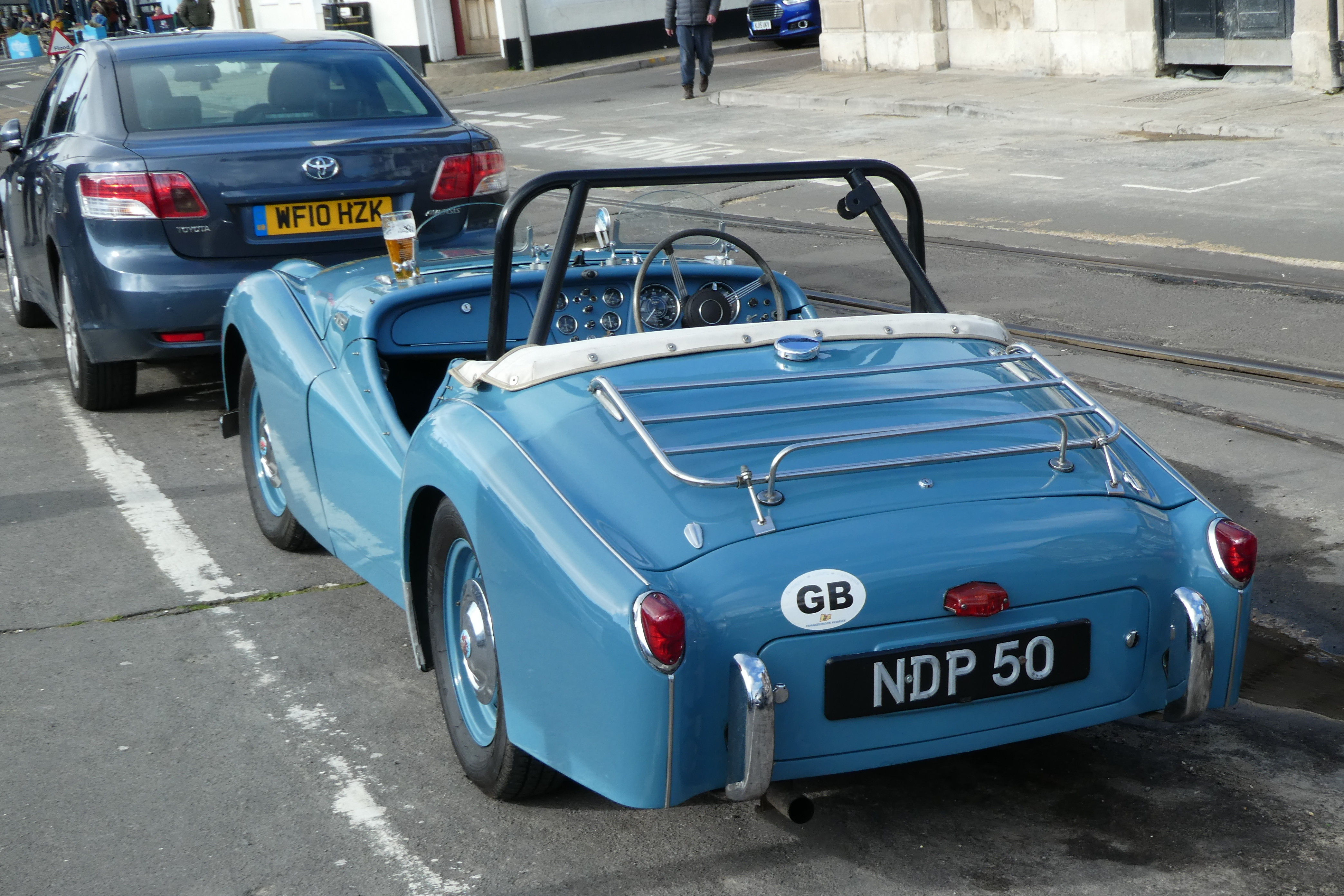

## Caractéristiques techniques
Ce modèle est une évolution de la Triumph TR2 précédente de 1953, avec une nouvelle calandre à grille en aluminium affleurante. Le feu stop central arrière est remplacé par deux feux situés en bout des ailes, avec deux clignotants séparés plus au centre sur la malle arrière. Bien qu'elle soit un roadster deux places d'origine, un troisième siège ainsi qu'un hardtop sont disponibles en option. 

Triumph TR3A
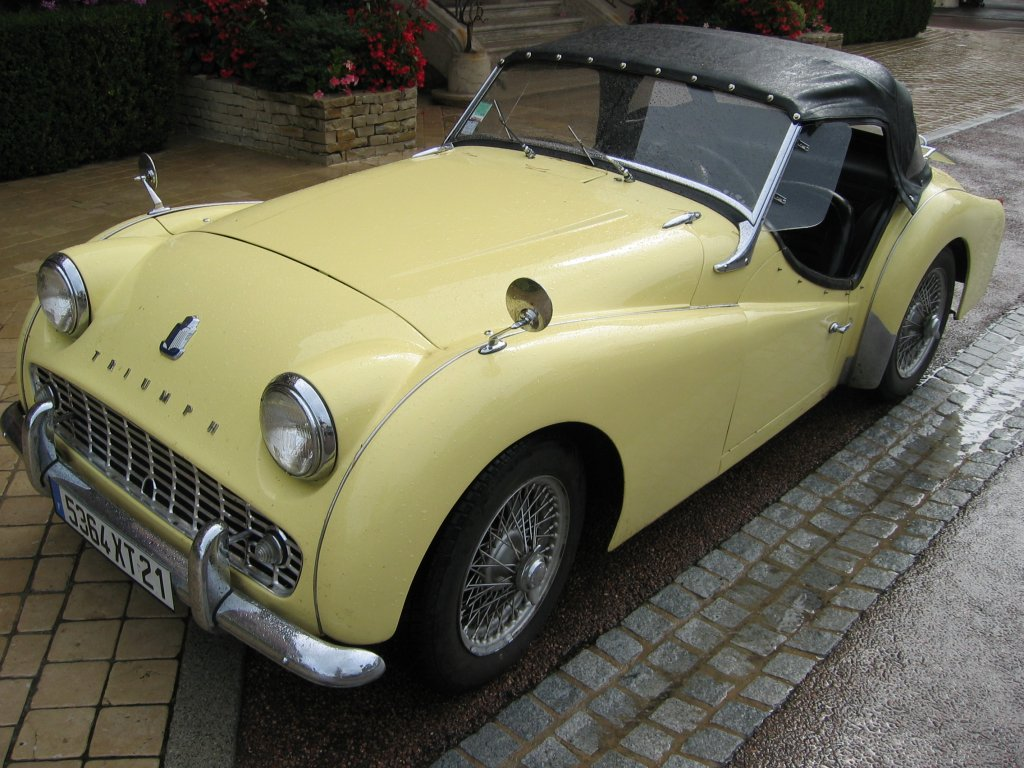
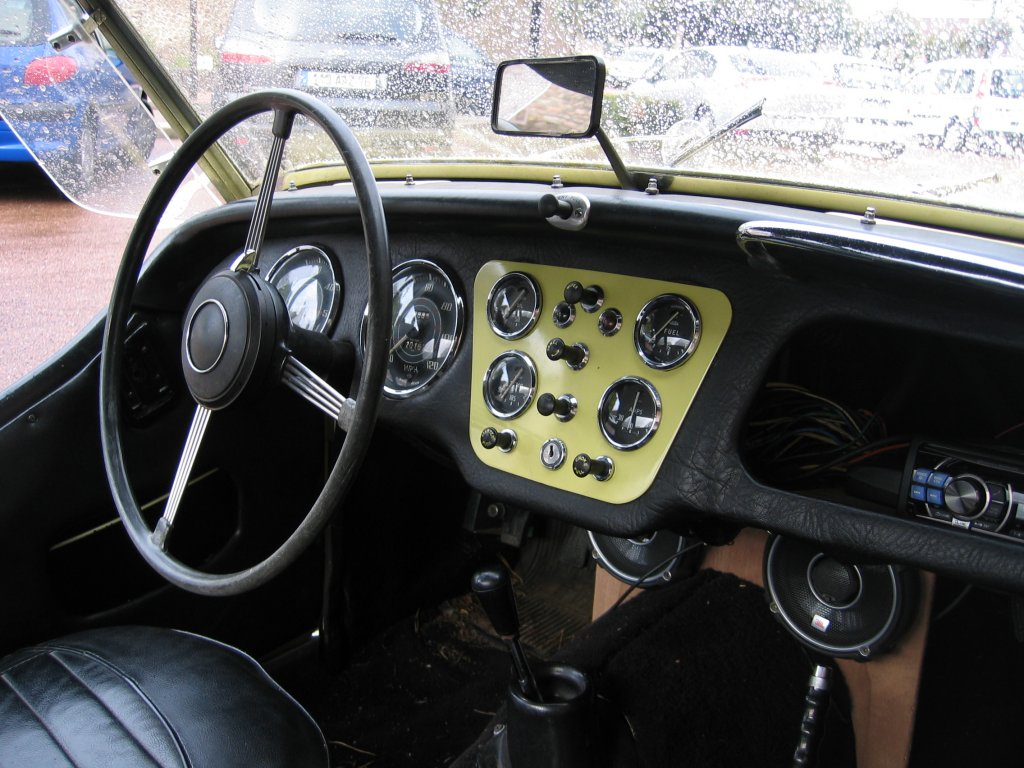
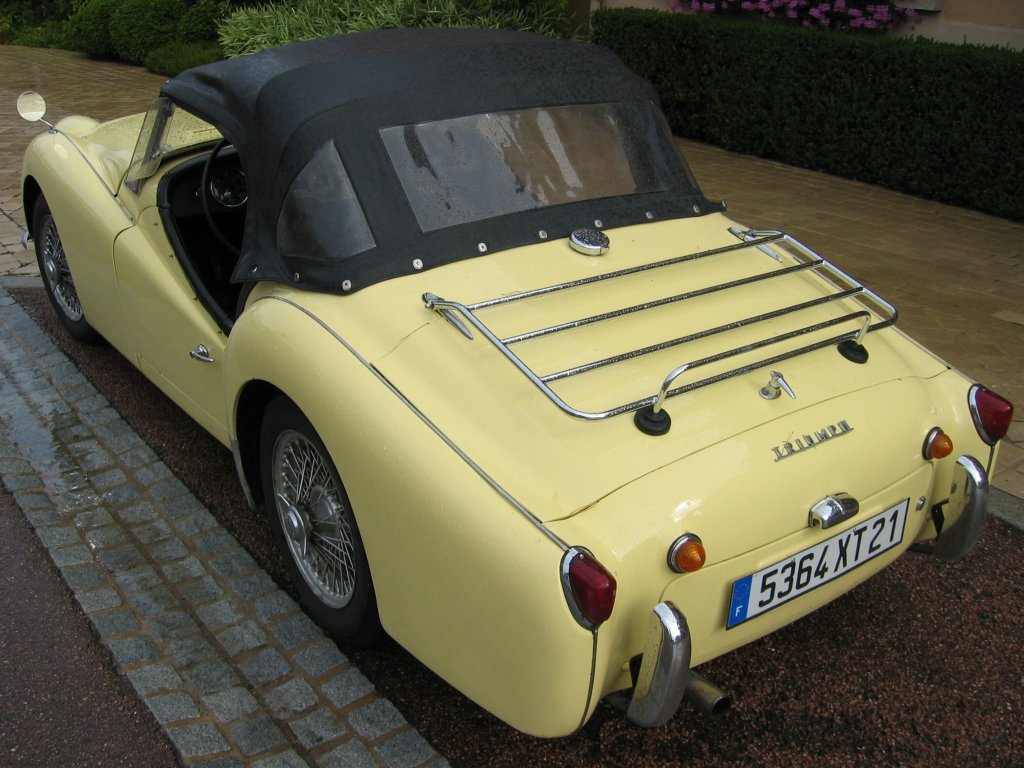

Elle reprend le moteur 4 cylindres en ligne « Standard 2 Litres » de la Triumph TR2, avec deux carburateurs (SU HS6) plus importants de 1,75 pouces, pour 5 ch de plus, avec une puissance de 95 ch à 5 000 tr/min  et une vitesse de pointe de près de 170 km/h. Les freins à disque sont en option, puis de série à partir de septembre 1956,. 

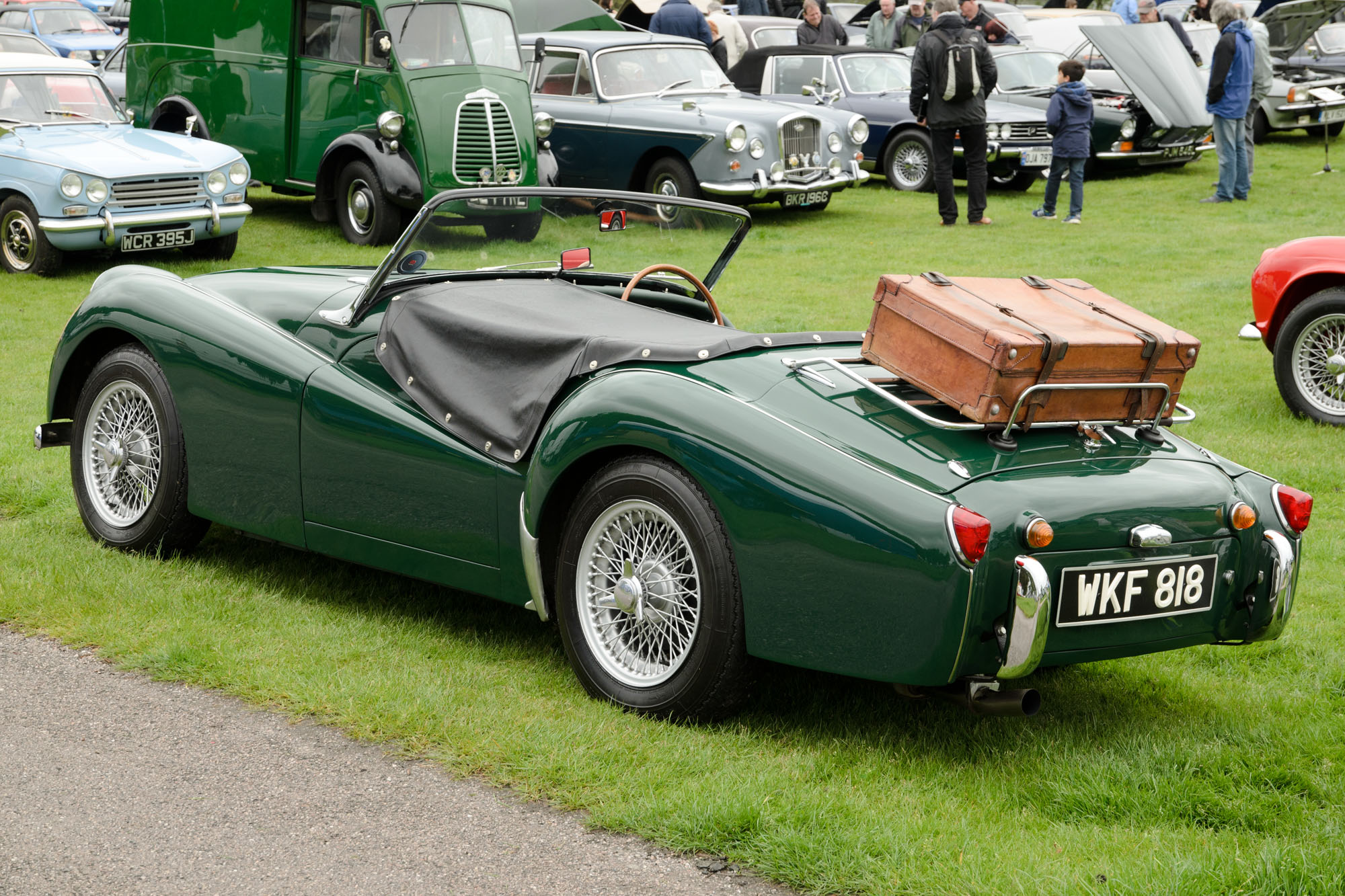
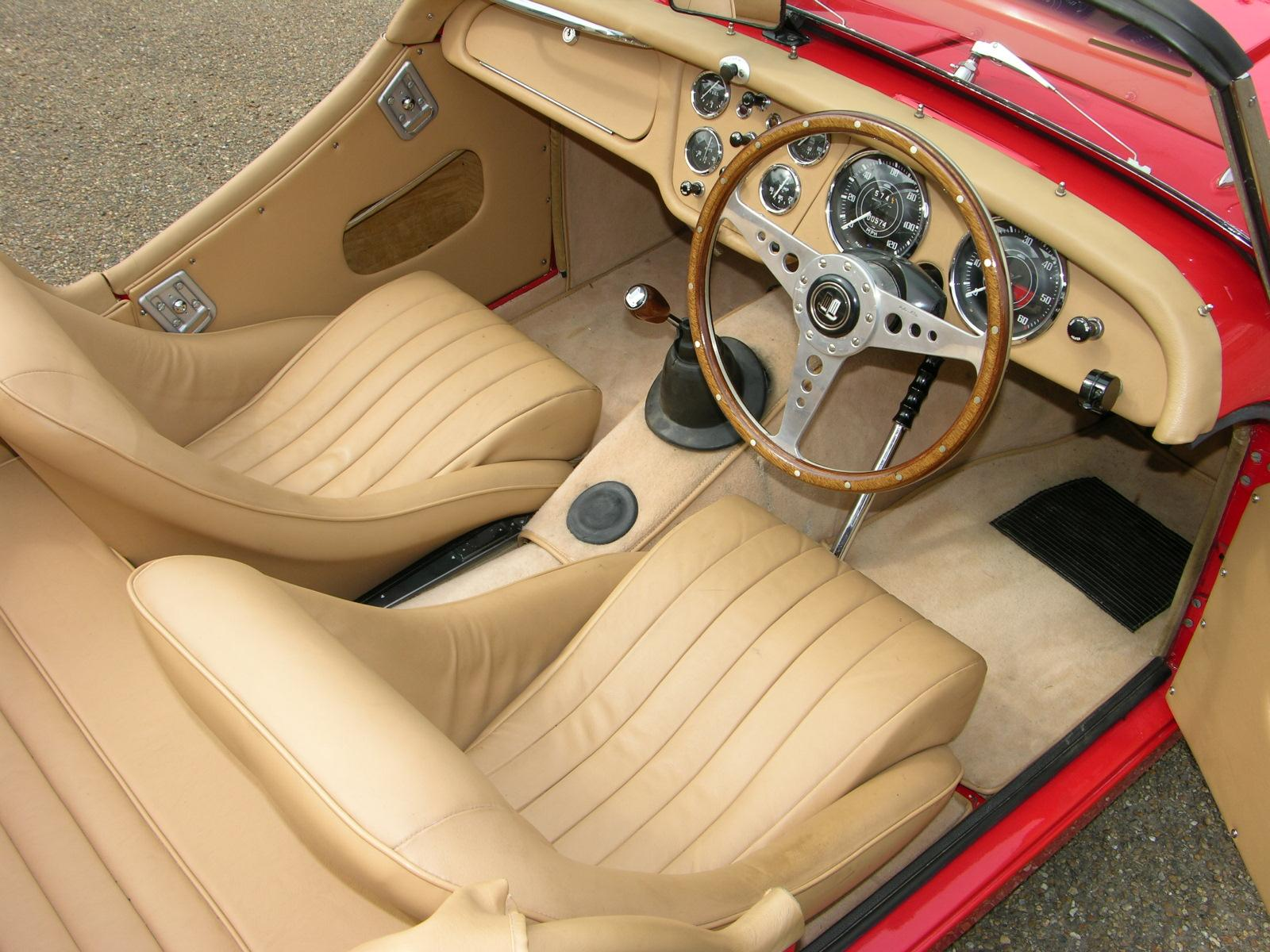
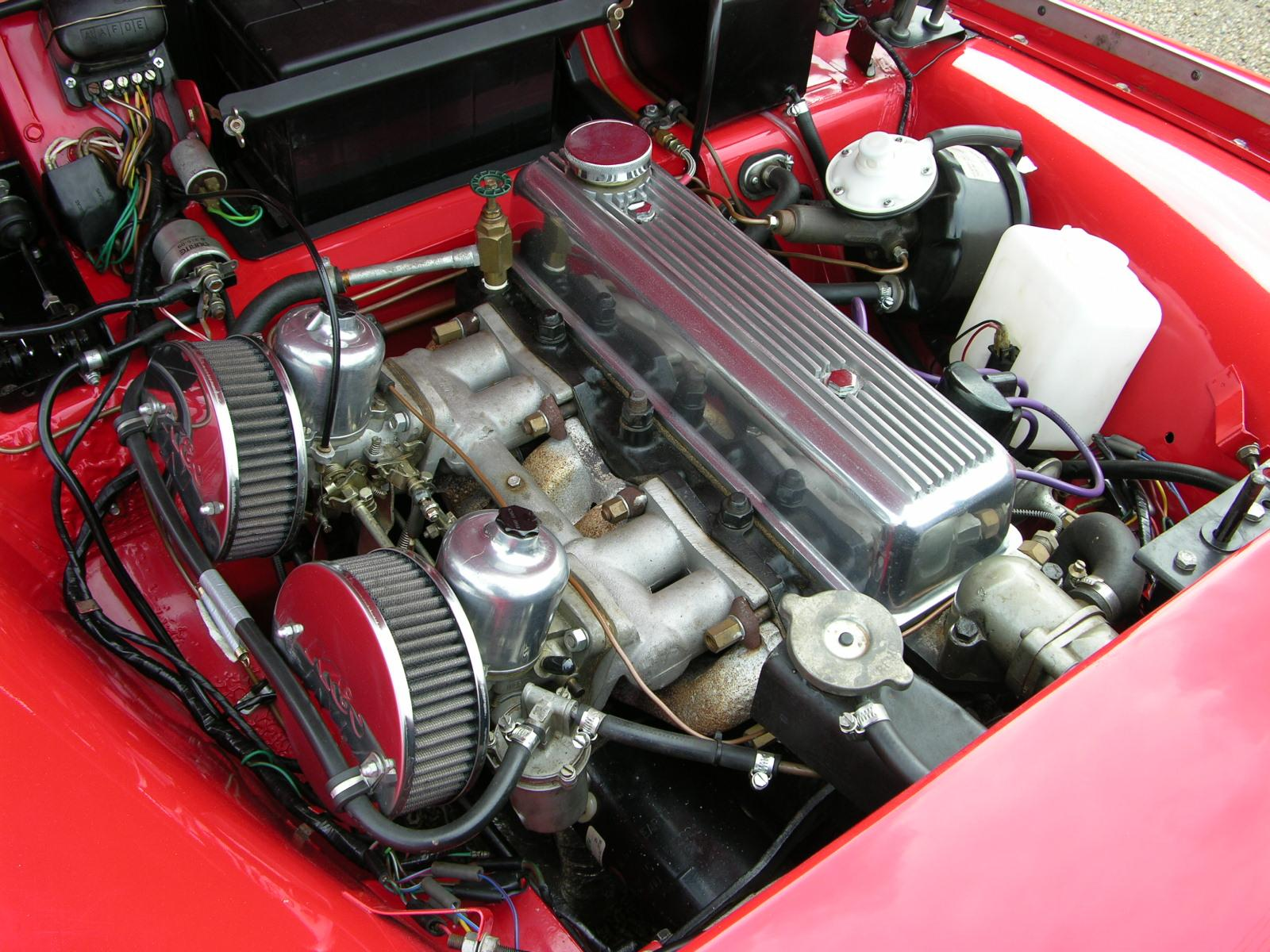

Deux versions lui succède avec quelques améliorations de carrosserie (calandre plus large, phares légèrement plus petits et plus encastrés, chromes supplémentaires...), de mécanique et de moteur, avec la TR3A (1957, 100 ch) et TR3B (1962, 105 ch, avec un moteur 2,1 L de TR4),.
Elle a pour concourantes des MG A, Austin-Healey 100, Morgan 4/4, Morgan Plus 4, Sunbeam Alpine, Jaguar XK120, Jaguar XK140, Fiat 1100 Trasformabile, Lancia Aurelia, Renault Floride et Caravelle, Porsche 356, ou encore Ford Thunderbird I et Chevrolet Corvette (C1).  
La Triumph TR4 lui succède en 1961, vendue en même temps que la version TR3B de 1962 sur le marché américain.

## Versions
- 1955 : TR3 (95 ch) 13 377 exemplaires
- 1957 : TR3A (100 ch) 58 236 exemplaires
- 1962 : TR3B (105 ch) avec un moteur 2,1 L de TR4, 530 + 2 804 exemplaires.

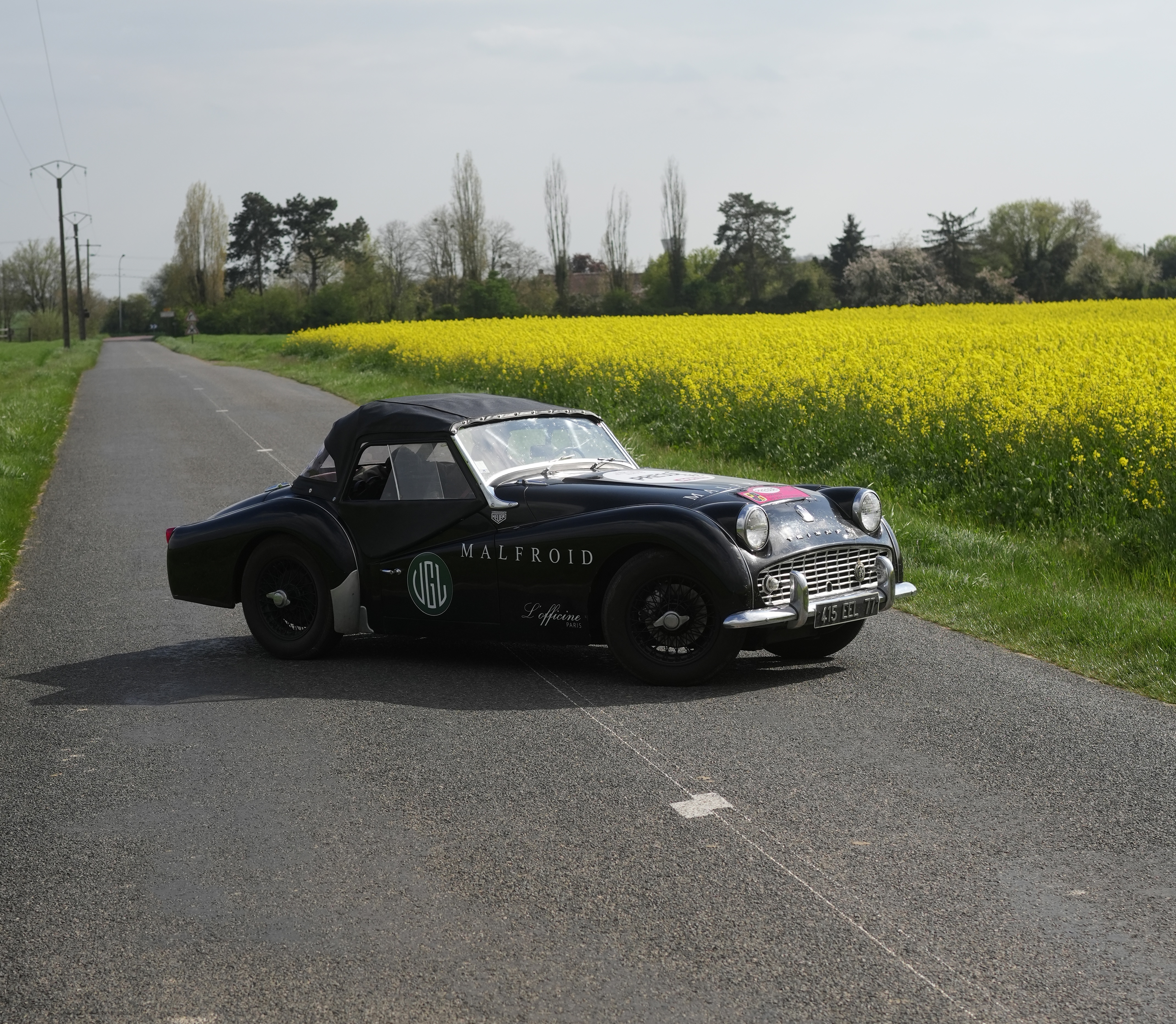

## Compétition et palmarès partiel
La Triumph TR3 participe à de nombreuses compétitions dans sa catégorie, avec entre autres sa version TR3S des 24 Heures du Mans 1959 :
- 1956 : victoire de la Coupe des Alpes, avec Maurice Gatsonides.
- 1958 : victoire du Championnat de Grande-Bretagne des rallyes, sur TR3A du pilote Ron Gouldbourn.
- 1959 : victoire du Rallye Paris-Saint-Raphaël féminin, avec la pilote Annie Soisbault.

## Voiture de collection
La TR3A est à ce jour très présente sur les courses de véhicules d'époque et vintage (Sports Car Club of America). 893 exemplaires de TR3 et TR3A étaient enregistrées au Royaume-Uni en 2002.  